# Aleksandrowka (sielsowiet niżnierieutczanski)
Aleksandrowka (ros. Александровка) – chutor w zachodniej Rosji, w sielsowiecie niżnierieutczanskim rejonu miedwieńskiego w obwodzie kurskim.

## Geografia
Miejscowość położona jest nad rzeką Rieutiec (lewy dopływ Rieuta w dorzeczu Sejmu), przy północno-zachodniej granicy centrum administracyjnego sielsowietu (Niżnij Rieutiec), 7 km na południowy zachód od centrum administracyjnego rejonu (Miedwienka), 37 km na południowy zachód od Kurska, 9,5 km od drogi magistralnej (federalnego znaczenia) M2 «Krym».
W chutorze znajduje się 37 posesji.
Klimat
Miejscowość, jak i cały rejon, znajduje się w strefie klimatu kontynentalnego z łagodnym ciepłym latem i równomiernie rozłożonymi opadami rocznymi (Dfb w klasyfikacji klimatów Köppena).

## Demografia
W 2010 r. chutor zamieszkiwało 49 osób.